# 邁丹-莫羅濟夫西基
48°59′24″N 27°2′52″E / 48.99000°N 27.04778°E
邁丹-莫羅濟夫斯基（烏克蘭語：Майдан-Морозівський）是位於烏克蘭西部的村莊，由赫梅利尼茨基州裡赫梅利尼茨基區的索洛布基夫齊市鎮負責管轄。該村面積0.41平方公里，海拔高度312米，2001年人口130，人口密度每平方公里317.9人。